# Cmentarz żydowski w Barlinku
Cmentarz żydowski w Barlinku – kirkut powstał na przełomie XVIII i XIX w. Mieści się na obszernym wzniesieniu zwanym „Żydowską Górą”. W czasie II wojny światowej nie uległ zniszczeniu. Dopiero w latach powojennych został zdewastowany. Do dziś zachowały się elementy pojedynczych macew.